# Acura ZDX (2024)
L'Acura ZDX è la prima autovettura elettrica prodotta dalla casa automobilistica giapponese Acura a partire dal 2024.

## Contesto
Acura ha presentato la ZDX nell'agosto 2023 alla Monterey Car Week. Primo veicolo elettrico della Acura, la ZDX è co-sviluppata utilizzando la piattaforma Ultium di General Motors che è alla base della Cadillac Lyriq, della Chevrolet Blazer EV e della Honda Prologue. Simile nella meccanica alla Prologue, condivide molte componenti con la Blazer EV, tra cui il volante, i controlli del clima e le maniglie delle porte. Inoltre, condivide il motore elettrico con la Cadillac Lyriq.
Rispetto allo ZDX originale, dal quale ne riprende il nome pur non condividendo nulla, questa seconda generazione ha una linea del tetto più tradizionale.
È la prima Acura a implementare diverse tecnologie e funzionalità come il sistema audio Bang & Olufsen a 18 altoparlanti (che debutta dopo la partnership di Acura con l'azienda); il sistema di infotainment ha Google Built-in, che è la prima implementazione di Android Automotive in un'Acura, sebbene sia una rivisitazione della versione GM e non la versione sviluppata sulla Honda Accord. Inoltre, sulla ZDX debutta un nuovo sistema di assistenza alla guida in autostrada, che permette di staccare in determinate condizioni di guida e traffico le mani dal volante, chiamato AcuraWatch 360+ con Hands Free Cruise.
La ZDX doveva essere il primo di una lunga serie di veicoli elettrici di Acura e Honda sviluppati in collaborazione con General Motors. Tuttavia, nell'ottobre 2023, Honda e General Motors hanno annunciato che il loro piano di co-sviluppo di veicoli elettrici è stato annullato e che i futuri veicoli elettrici Honda/Acura saranno sviluppati esclusivamente da Honda e prodotti negli stabilimenti Honda. Tra le concause della rottura dell'accordo, la scarsa autonomia autostradale della piattaforma GM insieme ai mutamenti economici mondiali caratterizzato da tassi di interesse più elevati e al rallentamento della domanda di veicoli elettrici. Sia la ZDX che la Honda Prologue sono gli unici modelli sviluppati congiuntamente con GM.

## Descrizione
La vettura adotta tre diverse motorizzazioni. La prima è l'A-Spec base a motore singolo e trazione posteriore che eroga 358 CV e 439 Nm di coppia. La A-spec a trazione integrale ha un motore aggiuntivo che alimenta le ruote anteriori e produce 490 CV e 592 Nm di coppia. Una versione con maggiore potenza di questa configurazione viene chiamata Type S, dove produce 500 CV e una coppia di 738 Nm.
Tutte le versioni utilizzano la batteria Ultium modulare agli ioni di litio da 102 kWh di GM, utilizzata anche nella Cadillac Lyriq. Consente al modello A-Spec a motore singolo un'autonomia di 504 km, mentre la versione a doppio motore raggiunge le 489 km. La Type S, che ha ruote più grandi da 22 pollici, raggiunge un'autonomia di 447 km. La ZDX può effettuare una ricarica rapida CC fino a 190 kW, che secondo Acura consente ai modelli a motore singolo di aggiungere 130 km di autonomia in 10 minuti e può caricare la batteria dal 20 all'80% in 42 minuti.
Tutte le versioni hanno una capacità di traino massima di 1600 kg.